# Сражение при Дрюрис-Блафф
Сражение при Дрюрис-Блафф (англ. Battle of Drewry's Bluff) — одно из сражений кампании на Вирджинском полуострове во время Гражданской войны в США, которое произошло 15 мая 1862 года в округе Честерфилд, штат Виргиния. Флотилия из пяти федеральных боевых кораблей, во главе которой шли броненосцы USS Galena и USS Monitor поднялась вверх по реке Джеймс для того, чтобы проверить боем оборону города Ричмонда. В ходе наступления они натолкнулись на сопротивление у форта Дарлинг. После нескольких часов сражения федеральный флот отступил.

## Дрюрис-Блафф
Дрюрис-Блафф находился на высоком южном берегу реки Джеймс на высоте около 30 метров. Первые укрепления были возведены фермерами округа Честерфилд ещё в 1861 году. К началу кампании на Вирджинском полуострове он был ещё не закончен и слабо вооружён, но наступление федеральной армии вынудило южан ускорить строительство. За работами лично наблюдал полковник Джордж Вашингтон Кастис Ли, сын генерала Ли.
Первым делом были сооружены заграждения на дне реки. Для этого было затоплено несколько гружёных камнем барж и вбиты сваи в дно реки. 17 марта капитан Огастус Дрюри установил в форте береговую артиллерию: одну 10-дюймовую колумбиаду и две 8-дюймовых. После подрыва CSS Virginia в форт были перемещены корабельные орудия с броненосца. В итоге к началу сражения форт имел 4 гладкоствольных и 4 нарезных орудия.
Оборону форта осуществляли примерно 200 человек — в том числе команда броненосца CSS Virginia (ок. 50 чел). и батальон морской пехоты под командованием капитана Джона Симмса (ок. 80 чел.).

## Предыстория
В начале мая 1862 года федеральная армия в ходе наступления на Вирджинском полуострове заняла город Йорктаун. В те же дни президент Линкольн прибыл в форт Монро. 7 мая он решил, что Норфолк теперь отрезан от основных сил противника и может быть легко взят. Это оставляло броненосец CSS Virginia без его единственного крупного порта на Атлантическом побережье. В тот же день Линкольн узнал от дезертира, что южане эвакуируют Норфолк и Госпорт. 8 мая несколько федеральных кораблей, включая новый броненосец USS Galena, обстреляли побережье и устье реки Джеймс. Однако при появлении броненосца CSS Virginia федеральный флот отошёл.
9 мая было выбрано место для десантирования, и 10 мая в 07:00 генерал Джон Вул с отрядом в 6000 человек высадился около Норфолка. Город был взят без единого выстрела. Сдача Норфолка и уничтожение его верфей оставляли без базы броненосец CSS Virginia. Той же ночью адмирал Тэтналл при помощи команды постарался облегчить броненосец так, чтобы он смог пройти мели реки Джеймс. Ему удалось уменьшить осадку корабля на три фута. Однако этого оказалось недостаточно и было принято решение взорвать корабль. Рано утром 11 мая он был подорван у острова Крэни-Айленд. Снятые с корабля орудия были использованы для береговой обороны реки Джеймс.
В тот же день федеральный главнокомандующий Макклеллан узнал об уничтожении броненосца CSS Virginia, а 15 мая, он записал в дневнике:

Я не представляю, как они могут оставить Вирджинию и Ричмонд без боя; так же я не понимаю, почему они оставили и разрушили Норфолк и Мерримак, если только они не задумали оставить всю Вирджинию. Впрочем, эту головоломку мы скоро разгадаем.
Макклеллан понял, что теперь появился шанс прорваться к столице противника без рискованных сухопутных сражений, и приказал генералу Голдсборо сформировать флотилию и двинуть её на Ричмонд. В своём приказе Макклеллан велел уничтожать все укрепления на пути к Ричмонду, подавлять орудия и уничтожать склады, и лишь затем приступать к бомбардировке города. В результате Голдсборо решил выполнять приказ буквально и тратить время на каждое мелкое укрепление, вместо того, чтобы стремительно прорываться к цели. Каждая такая задержка давала южанам немного дополнительного времени на усиление обороны.
Сдача Норфолка и исчезновение CSS Virginia означало, что теперь федеральный флот может начать выдвижение вверх по реке Джеймс до самого Ричмонда. Единственным серьёзным препятствием для федерального флота теперь было укрепление Дрюрис-Блафф, известное так же как Форт-Дарлинг. Попытка прорыва федерального флота к Ричмонду в итоге привела к сражению при Дрюрис-Блафф.
Для прорыва к Ричмонду была сформирована флотилия из пяти кораблей. В авангарде шел новый броненосец USS Galena; экспериментальный броненосец USRC Naugatuck, вооруженный 100-фунтовым орудием Паррота и двумя гаубицами; броненосец USS Monitor, вооруженный двумя орудиями Дальгрена; винтовая канонерка USS Aroostook и колёсная канонерка USS Port Royal. Командование флотилией осуществлял командор Джон Роджерс.

## Сражение
15 мая в 06:30 федеральная флотилия приблизилась к укреплениям южан. Впереди шел броненосец USS Galena. Капитан Роджерс подвёл корабль на расстояние 600 метров к позициям противника и развернул его поперёк фарватера, бортом к форту. Броненосец открыл огонь и началась шестичасовая перестрелка, в которой участвовали орудия кораблей, форта, сухопутные батареи и винтовки обеих сторон. Южане сконцентрировали свой огонь в основном на USS Galena. Остальные корабли попытались включиться в бой, но по разным причинам не смогли. У броненосца USRC Naugatuck отказало основное орудие и он отступил. Деревянные суда USS Port Royal и USS Aroostook сразу получили повреждения снарядами и отошли. Хорошо бронированный USS Monitor пытался прикрыть флагман и обстрелять позиции противника, но у его орудий оказалось недостаточное возвышение для стрельбы по форту. Впоследствии и USS Monitor был вынужден отступить.
Броненосец USS Galena продолжал вести обстрел укреплений противника и вывел из строя два орудия, однако вскоре и у него обнаружилось слабое место. В отличие от толстой брони USS Monitor, этот корабль имел более тонкие броневые листы, которые плохо выдерживали попадания ядер. В скором времени из строя вышла четвёртая часть команды броненосца. Когда часть орудий остались без прислуги, капрал Джон Мэки крикнул: «За дело, парни, вот шанс для морпехов!» Морские пехотинцы встали к орудиям, открыли огонь, и им удалось подорвать один из казематов форта. В 11:30 на броненосце подошли к концу боеприпасы и он отступил. Командор Роджерс признал, что укрепления противника невозможно уничтожить без поддержки сухопутных сил.

## Последствия
Федеральный флот не добился в этом сражении никаких стратегических результатов, однако бой показало, насколько Ричмонд уязвим со стороны реки Джеймс и вызвало у командования Юга опасения, что такая попытка прорыва может повториться уже при поддержке сухопутных сил. Президент Линкольн так же надеялся, что именно с этой стороны удастся прорваться к Ричмонду. Однако Макклеллан, в силу разных причин не предпринял попыток такого рода. Впоследствии Макклеллан сам признал, что наступление по реке Джеймс имело свои преимущества, но сослался на то, что вмешательство президента создавало ему затруднения.
Роджерс потерял в этом сражении около 13 убитыми и 11 ранеными. Согласно по некоторым данным, он потерял по меньшей мере 12 убитыми и 15 ранеными. Тогда как общие потери Конфедерации, составили только 7 убитыми и 8 ранеными. После сражения броненосец USS Galena остался на реке Джеймс и вернулся в Сити-Пойнт. Он обстреливал солдат Конфедерации на берегах реки и прикрывал высадку федерального десанта в Сити-Пойнт. 27 июня генерал Макклеллан поднялся на борт броненосца, чтобы найти место для нового лагеря, а 30 июня Макклеллан был вынужден отступить вниз по реке под прикрытием огня USS Galena и других судов. Флот продолжал прикрывать его армию, пока она не была выведена в Северную Виргинию. Броненосец USS Galena патрулировал реку Джеймс, прикрывая транспорты от нападений южан, пока не был выведен из флотилии реки Джеймс в сентябре 1862 года. USS Galena и USS Monitor остались в Ньюпорт-Ньюс на случай, если южане построят броненосцы в Ричмонде и атакуют Хэмптон-Роудс. 19 мая 1863 года USS Galena покинул Хэмптон-Роудс и прибыл в Филадельфию и был отправлен в ремонт и реконструкции. Его броня была снята вся, кроме участков у машин и котлов, вооружение было усилено до восьми 9-дюймовых орудий Дальгрена и одного 100-фунтового орудия Паррота. USS Galena был введён в эксплуатацию только 15 февраля 1864 года, но теперь под командованием лейтенант-коммандера Кларка  Уэллса.
|                      |  |                  |  |                            |  |                   |
| Форт Дарлинг изнутри |  | Колумбиада форта |  | Заграждения на реке Джеймс |  | Вид форта снаружи |

## Комментарии
1. ↑  Известно также как Сражение при Форт-Дарлинг (англ. Battle of Fort Darling) и Сражение при Форт-Дрюри (англ. Battle of Fort Drewry).

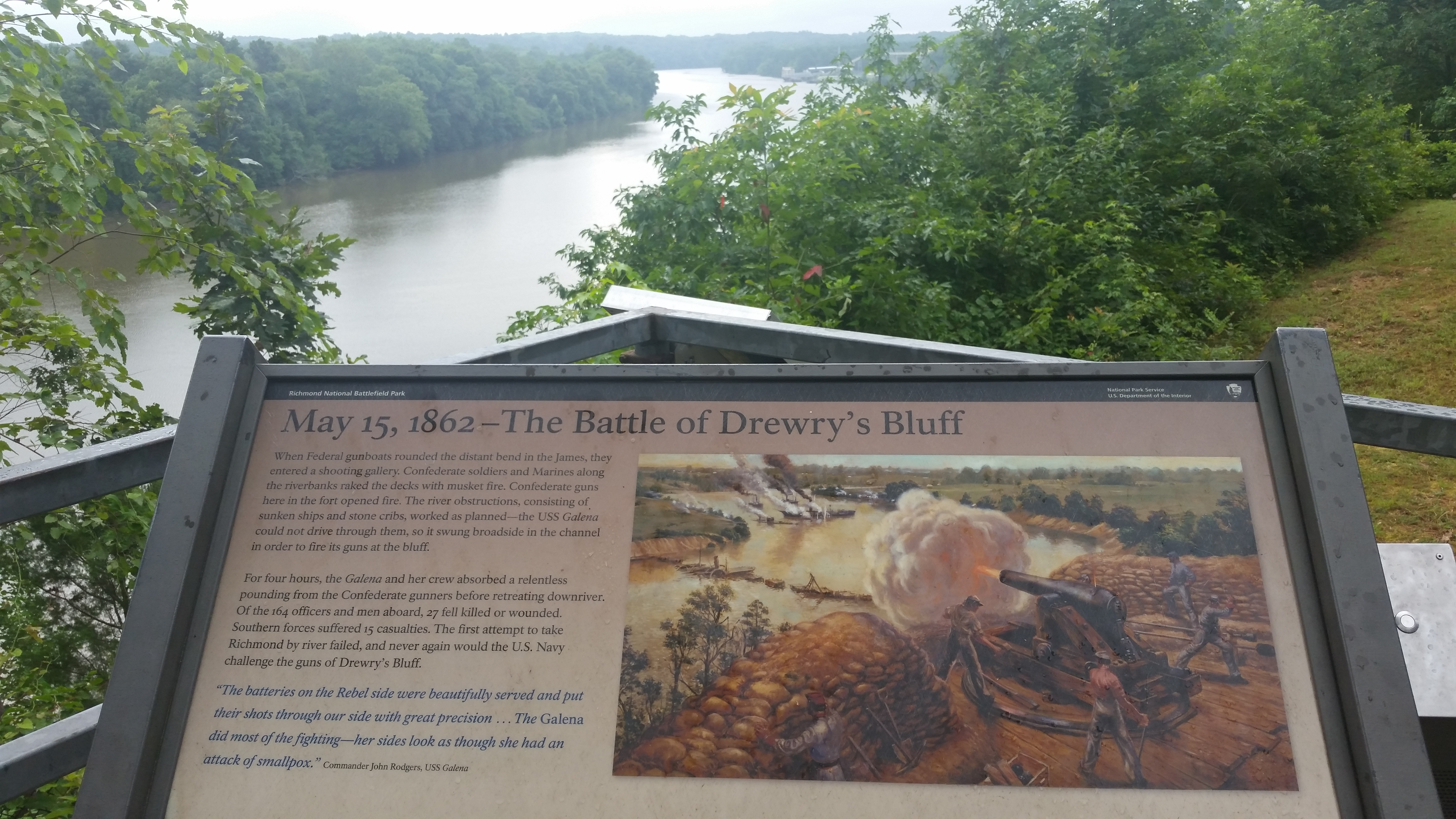
Исторический маркер (Фото 2016)

2. ↑  По другим данным, сражение началось около 7:45[10][11][12].
3. ↑  Капрал Джон Мэки за отличие в бою был повышен до сержанта и представлен к награждению Медалью Почёта. Он получил её 10 июля 1863 года и стал первым морским пехотинцем США, получившим эту награду[13].